# Hyleoglomeris multilineata
Hyleoglomeris multilineata är en mångfotingart som beskrevs av Karl Wilhelm Verhoeff 1910. Hyleoglomeris multilineata ingår i släktet Hyleoglomeris och familjen klotdubbelfotingar. Inga underarter finns listade i Catalogue of Life.